# Медяниково
Медяниково — село в Воскресенском районе Саратовской области. Входит в состав Синодского муниципального образования.

## География
Село находится на расстоянии примерно 22 км (по прямой) к северо-западу от села Воскресенское, административного центра района.

### Часовой пояс
Село Медяниково, как и вся Саратовская область, находится в часовой зоне МСК+1. Смещение применяемого времени относительно UTC составляет +4:00.

## История
Село основано в середине XVIII века. Название дано по профессии первопоселенца-пасечника. Первую деревянную Казанскую церковь возвели в 1842 году. В 1880 году освящена новая церковь, заменившая временную, построенную после пожара. Количество жителей в это время составляло 2021 человек. В советское время работал колхоз «Большевик».

## Население
| 2002 | 2010 | 2014 | 2015 |
| ---- | ---- | ---- | ---- |
| 366  | ↘292 | ↗395 | ↘355 |

### Национальный состав
Согласно результатам переписи 2002 года, в национальной структуре населения русские составляли 98 % из 366 чел.

## Инфраструктура
В селе действуют основная общеобразовательная школа с краеведческой комнатой, отделение связи, дом культуры, коллективное сельскохозяйственное предприятие, фельдшерско-акушерский пункт.

## Известные уроженцы
- Хазов, Иван Васильевич (1895—1944) — советский военачальник, генерал-лейтенант.